# Sarcophilus laniarius
Sarcophilus laniarius Owen, 1838 è un marsupiale estinto strettamente imparentato con l'attuale diavolo della Tasmania.
Resti fossili della specie risalenti al Pleistocene superiore (circa 70.000 anni fa) sono stati ritrovati in Australia Meridionale, Queensland ed Australia Occidentale. Tali resti hanno permesso agli studiosi di appurare che questa specie era molto simile all'attuale diavolo orsino, rispetto al quale però era fino al 15% più grande e fino al 50% più pesante.

Non è chiaro se le due specie si siano evolute l'una a partire dall'altra, oppure se siano discese da un antenato comune e si siano evolute separatamente: tuttavia, è molto probabile che esse abbiano convissuto per un certo periodo di tempo (anzi, esse convissero anche con una terza specie di diavolo orsino, Sarcophilus moornaensis), come dimostrato da fossili di diavolo della Tasmania ritrovati dallo stesso Owen nel 1877 assieme a quelli di S. laniarius e databili anch'essi al Miocene.
L'estinzione di Sarcophilus laniarius è quasi coincidente all'arrivo dell'uomo in Australia: pertanto, è possibile che proprio l'arrivo di quest'ultimo sull'isola ne abbia causata la scomparsa, attraverso la caccia, la competizione per il cibo e la distruzione dell'habitat tramite incendi. Tuttavia, gli aborigeni australiani svilupparono il boomerang e le lance solo attorno ai 10.000 anni fa (ed effettivamente a questo periodo risale l'estinzione di gran parte della megafauna australiana), mentre S. laniarius scomparve antecedentemente a tale data: inoltre i resti di questo animale sono assai rari nei depositi di ossa delle prede degli aborigeni ritrovati in abbondanza nelle caverne, il che lascia intuire che esso non costituisse una preda abituale (esso, fra l'altro, è quasi del tutto assente dalle pitture rupestri). Probabilmente, quando gli antenati degli attuali aborigeni giunsero in Australia, trovarono una popolazione di Sarcophilus laniarius già avviata verso l'estinzione, a causa dei cambiamenti climatici successivi all'ultima era glaciale che ne provocarono la scomparsa quasi totale dell'habitat. Anche il congenere diavolo della Tasmania si estinse in Australia continentale attorno a quel periodo.